# Leilah Fluctus
Il Leilah Fluctus è una struttura geologica della superficie di Titano.